# Paul Artaria
Paul Artaria (* 6. August 1892 in Basel; † 25. September 1959 in Heiden AR) war ein Schweizer Architekt und Ausbilder von Gestaltern. Seine Rolle an der Schwelle zum Neuen Bauen, hier insbesondere seine Bemühungen um den konstruktiven Holzbau, halfen dem Architekturstil, sich in der Schweiz zu verbreiten.

## Ausbildung und Berufstätigkeit

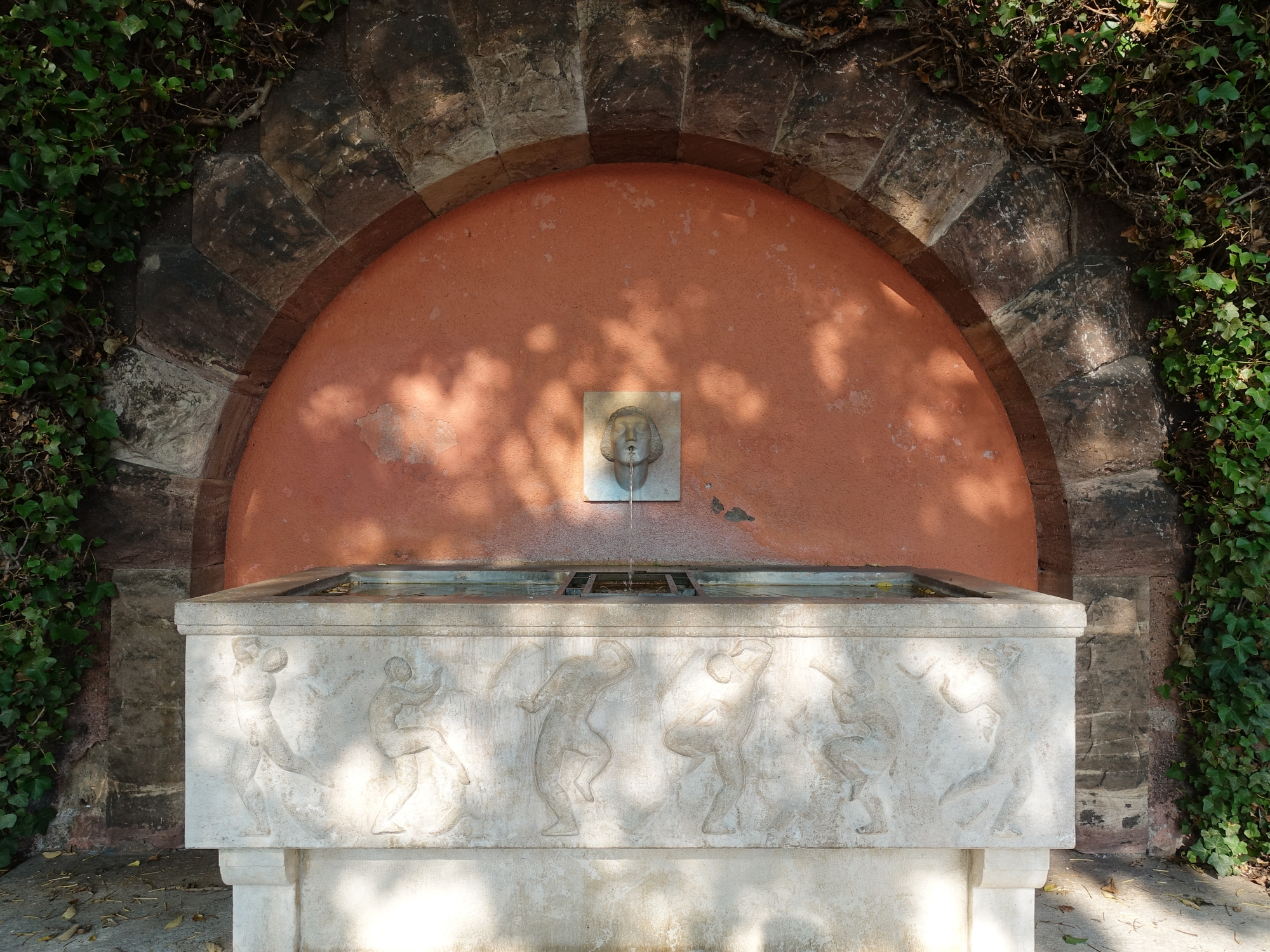
1921–1922, Brunnenanlage von Paul Artaria. Brunnenrelief von Rudolf Müller, Waisenhausmauer, Oberer Rheinweg, Basel

Paul Artaria absolvierte 1907 bis 1910 eine Bauzeichnerlehre in Basel. Anschliessend bildete er sich dort an der Allgemeinen Gewerbeschule fort. Weitere Berufserfahrungen sammelte er 1911 in Arlesheim und 1912 in Lausanne. 1913 erhielt er dann eine Anstellung, die seinen Berufsweg prägte, bei dem gerade aus Berlin zurückgekehrten und auf der Höhe seines Einflusses stehenden Chefarchitekten der Basler Baugesellschaft Hans Bernoulli. Bei diesem städtebauorientierten Architekten war er bis 1920 tätig, er erwarb dort seine Grundlagen im Siedlungsbau.
Zu Beginn seiner Selbständigkeit hatte er 1920 bis 1923 eine Bürogemeinschaft mit Karl Zäslin, eine Zeit, in der einige Einfamilien- und Landhäuser entstanden. Ab 1923 tat er sich mit Hans Schmidt zusammen, mit dem er von 1926 bis zum Konkurs 1930 ein gemeinsames Architekturbüro besass, das sich mit verschiedenen Siedlungen und Einzelhäusern im Sinne der klassischen Moderne profilierte. Zunächst waren die Basler Versuchsbauten in den Habermatten ein Beitrag zum Kleinwohnungsbau, den sie später in der Siedlung Schorenmatten auf der Wohnausstellung Basel (WOBA)  als Teilprojekt der Siedlung Eglisee weiter propagieren konnten. In dieser Zeit entstanden auch das Wohnhaus und Atelier von Willi Wenk (1926), sowie drei der ersten Stahlskelettwohnhäuser der Schweiz, das Haus Colnaghi von 1927, Haus Schaeffer (1927/28), und Haus Huber (1928). 1930 entstand das Haus für alleinstehende Damen in Basel.
Ab 1930 wieder alleine tätig. In dieser Zeit entwarf er etwa das Atelierhaus Barth in Riehen. Artaria gehörte er ab 1933 zur Basler Künstlervereinigung Gruppe 33, mit der Ausstellungen und Kollektiventwürfe realisierte. Artaria begleitete die zeitgenössische Architekturentwicklung der Schweiz durch zahlreiche Bücher. Als Lehrer an der Kunstgewerblichen Abteilung der Allgemeinen Gewerbeschule gab Artaria Unterricht im Perspektivzeichnen und Kurse an der Schlosserfachschule. 1947 entwickelte er dort den neuen Ausbildungsplan der Fachklasse für Innenausbau. In seinem Spätwerk erledigte er vor allem Umbauten, etwa des Völkerkundemuseums (1952/53), der Predigerkirche (1953/54) und des Historischen Museums (1956/57), alle in Basel.

## Schriften
- Fragen des Neuen Bauens. Schönenberger & Gall, Winterthur 1934.
- Schweizer Holzhäuser. Wepf, Basel 1936.
- Vom Bauen und Wohnen – ein Bildbuch für Laien und Fachleute – Grundsätzliches in 32 Beispielen von Schweizerischen Wohnhäusern aus Stein, Beton und Holz. Wepf, Basel 1939.
- Schweizer Holzhäuser aus den Jahren 1920–1940. Wepf, Basel 1942.
- Paul Artaria und Egidius Streiff: Gut wohnen – ein Ratgeber für praktische Wohnungsgestaltung. Wepf, Basel 1943.
- Ferien- und Landhäuser – Weekend- and Country-Houses. Verlag für Architektur, Erlenbach 1947.
- Perspektivisches Zeichnen – Raum- und Formenlehre im gewerblichen Unterricht. Wepf, Basel 1948.
- Kunstschmiedearbeiten – aus der schweizerischen Schlosserfachschule in Basel. Wepf, Basel 1950.

## Belege
1. ↑  Paul Artaria: Die Basler Versuchsbauten in den „Habermatten“. In: Schweizerische Zeitschrift für Wohnungswesen. Band 1, Nr. 3. Neuland-Verlag, 1926, S. 25 f., doi:10.5169/seals-100156.
2. ↑  Hans Bernoulli: Die Wohnkolonie Eglisee als Ausstellungs-Siedlung der WOBA Basel 1930. In: Das Werk. Band 17, Nr. 10. Neuland-Verlag, 1930, S. 308, doi:10.5169/seals-100156.
3. ↑  Atelierhaus Wenk auf der mobilen Website des Heimatschutzes Basel
4. ↑  Haus Colnaghi
5. ↑  Haus Wenkenhalde in Riehen bei Basel. In: Schweizerische Bauzeitung, Bd. 91, 1928, S. 146
6. ↑  Haus Schaeffer
7. ↑  Haus Huber
8. ↑  Paul Artaria: Maisons pour dames seules "Zum neuen Singer" à Bâle. In: Habitation. Band 3, Nr. 2, 1930, S. 9 ff., doi:10.5169/seals-119133.
9. ↑   Franziska Schürch: Atelierhaus Barth. In: Gemeinde Lexikon Riehen.

| Personendaten    | Personendaten       |
| ---------------- | ------------------- |
| NAME             | Artaria, Paul       |
| KURZBESCHREIBUNG | Schweizer Architekt |
| GEBURTSDATUM     | 6. August 1892      |
| GEBURTSORT       | Basel               |
| STERBEDATUM      | 25. September 1959  |
| STERBEORT        | Heiden AR           |